# 季莫菲·赫柳金
季莫菲·季莫菲耶维奇·赫柳金（俄语：Тимофе́й Тимофе́евич Хрю́кин， 1910年6月21日-1953年7月19日）苏联军事领导人、飞行员、航空上校、两次苏联英雄（1939年、1945年）。

## 生平
1910年6月21日出生于葉伊斯克。
15岁时，他开始在夜校学习。 1926年加入共青团。1929年起任苏共（布）党员。1932年工人学院毕业后，进入农学院。同年，经党招考考入卢甘斯克航空学校，并于1933年毕业。
他曾在轰炸机航空部队服役。1936年，他自愿成为被派往西班牙参加内战的苏联军事人员之一。 1936年8月至1937年3月在西班牙作战。由于在战斗中的英勇表现，他被授予红旗勋章。
1938年8月中国抗日战争期间，他被派往中国。他指挥着一个SB 轰炸机中队，后来又指挥了一个航空大队。他出动约100架次轰炸日军阵地。
1939年在红军总参谋学院完成高级军官高级训练课程。 1939年2月起任第10高速轰炸机旅旅长。 1939年11月，任红军空军总局飞行技术检验轰炸机航空科科长。 1939-1940年苏芬战争期间，他被借调到前线，指挥第14集团军空军。
1940年5月起任红军空军副总监。 1941年6月17日被任命为基辅军区第12集团军空军司令。 6月21日晚抵达陆军总部,开始苏德战争前日。
1941年8月任第6集团军空军司令。 1941年9月10日，他被任命为卡累利阿方面军空军司令。1942年6月，被任命为西南方面军空军司令，后改编为第8航空军。1944年7月，他率领白俄罗斯第3方面军第1航空军。参加了白俄罗斯和波罗的海国家的解放，并参加了东普鲁士的行动。
1946年8月起任空军副总司令，负责作战训练。 1947年7月起任第7航空军司令。 1949年4月起任巴库防空区部队司令。 1950年9月，从高等军事学院毕业后任命为大学空军副总司令。
有一次，演习期间，赫柳金开车前往总部。突然，路上出现了一群女人。司机没有时间减速。然后赫柳金抓住方向盘，把车撞进沟里。医生挽救了他的生命，但事故严重损害了他的健康。 1953年7月19日逝世。他被安葬在莫斯科的新圣女公墓。